# Krkonosen/Karkonosze biosfærereservat
Krkonosen/Karkonosze biosfærereservat  (tjekkisk: [ˈkr̩konoʃɛ], polsk:[karkɔˈnɔʂɛ]) er et grænseoverskridende biosfærereservat, blandet bjerg- og højlandssystem udpeget af UNESCOs Menneske og biosfære-program  som Krkonose/Karkonosze-bjergene i 1992. Det ligger i grænseområdet af Tjekkiet og Polen. Der er kun få vellykkede grænseoverskridende biosfærereservater, som f.eks.Østkarpatiske Biosfærereservat, på grund af kontrasterende mål i andre fælles områder, der er dækket af MAB.

## Området
Krkonose/Karkonosze- økosystemet forvaltes af Biosphere Reserve Bilateral Board sammensat af tjekkiske og polske  specialister, med økonomisk støtte fra Global Environment Facility (GEF). Det er en "økologisk ø", kendt af UNESCO for sin overflod af bjergenge med et netværk af hytter og en betydelig infrastruktur både til vinter- og sommersport såvel som kvalificeret turisme.
Landskabsrelieffet på den polske side af biosfærereservatet adskiller sig betydeligt fra den tjekkiske del. Den er meget stejl og mangler derfor menneskelig udvikling, men i stedet er den dækket af tætte skove. Men både polske og tjekkiske bjerge er lige påvirket af kraftig luftforurening. Krkonose/Karkonosze-bjergene besøges af over 10 millioner besøgende årligt, for det meste vandrere og skiløbere, med omkring 6-8 millioner i Tjekkiet og 2,5-3 millioner på den polske side af systemet i 2002.

## Miljø
Biosfærereservatprogrammet Krkonose/Karkonosze drives af ni tjekkisk-polske arbejdsgrupper, som hver især fokuserer på et særskilt emneområde, herunder naturbevarelse, turisme, skovdrift og lokalsamfund blandt andet. Deres bilaterale bestyrelse er et forum for grænseoverskridende kommunikation vedrørende juridiske spørgsmål samt udviklingsplaner og videnskabelig forskning. De solbeskinnede sydskråninger adskiller sig fra de nordlige skråninger også i deres habitat, selvom begge grundlæggende består af alpin tundravegetation med subarktiske tørvemoser og granskove. Netværksadministrationen er delt mellem Krkonose Nationalpark og Karkonosze Nationalpark myndigheder,  med hovedkvarter i henholdsvis Vrchlabí og Jelenia Góra.